# Bill Hayden

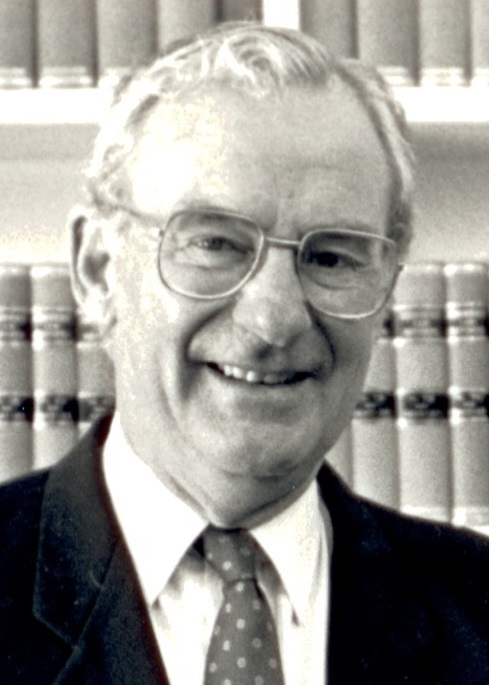
Bill Hayden 1990

William George „Bill“ Hayden (* 23. Januar 1933 in Ipswich, Queensland; † 21. Oktober 2023 in Queensland) war ein australischer Politiker. Er war Außenminister sowie Generalgouverneur von Australien.

## Biografie

### Berufliche Laufbahn und langjähriger Abgeordneter
Der Sohn eines amerikanischen Seemanns irischer Herkunft war nach seiner Schulausbildung an katholischen Schulen von 1953 bis 1961 als Polizist bei der Queensland Police tätig. Nachdem er sich in Abendschulen weitergebildet hatte, beendete er daneben ein Studium mit einem akademischen Grad in Wirtschaftswissenschaften an der University of Queensland.
Bereits während seiner Tätigkeit als Polizist wurde er Mitglied der Australian Labor Party. Eine landesweite Überraschung gelang ihm bereits 1961, als er als Kandidat der Labor Party für den Wahlkreis von Oxley in das Repräsentantenhaus gewählt wurde und dabei gegen den bisherigen Abgeordneten und liberalen Gesundheitsminister im Kabinett von Robert Menzies, Donald Alastair Cameron, der den Sitz seit 1949 hielt, gewann. Als engagierter Abgeordneter gehörte er bereits 1969 zum Führungszirkel der sich damals noch in der Opposition befindlichen Labor Party und vertrat zu dieser Zeit demokratisch-sozialistische Positionen. Hayden gehörte dem Repräsentantenhaus bis 1988 an.

### Minister sowie Vorsitzender der Labor Party
Nach dem Sieg der Labor Party bei den Wahlen von 1972 wurde er von Premierminister Gough Whitlam am 19. Dezember 1972 zum Minister für soziale Sicherheit ernannt. In seine Amtszeit fiel 1973 die Verabschiedung des Gesetzes zur Gründung von Medibank, Australiens erstem umfassenden Krankenversicherungssystem. Im Juni 1975 wurde er von Whitlam zum Finanzminister (Treasurer) ernannt und bekleidete dieses Amt bis zur Amtsenthebung Whitlams durch Generalgouverneur John Robert Kerr am 11. November 1975. Bei der anschließenden vernichtenden Niederlage Labors gegen die Liberalen um Malcolm Fraser war Hayden der einzige Laborabgeordnete in Queensland, der seinen Sitz halten konnte.
Als Whitlam nach der Niederlage der Labor Party bei den Wahlen zum Repräsentantenhaus vom 10. Dezember 1977 als Vorsitzender der Labor Party zurücktrat, wurde Hayden als dessen Nachfolger gewählt. Zugleich vertrat er zunehmend eine gemäßigte politische Haltung und trat für die Allianz mit den USA und insbesondere für eine Wirtschaftspolitik ein, die den privaten Sektor bevorzugte.
Obwohl ihm in den folgenden drei Jahren eine Verbesserung der Labor Party bei Wahlumfragen gelang, unterlag seine Labor Party bei den Wahlen zum Repräsentantenhaus am 18. Oktober 1980 mit 51 zu 74 Mandaten deutlich der Koalition aus Liberalen und der National Country Party unter dem seit November 1975 regierenden liberalen Premierminister Malcolm Fraser. Bei dieser Wahl wurde auch erstmals der populäre Vorsitzende des Australischen Gewerkschaftsbundes, dem Australian Council of Trade Unions, Bob Hawke, zum Abgeordneten gewählt, der Hayden im Vorjahr am Rande der Parteikonferenz in Adelaide eine „lying cunt with a limited future“ nannte.
Nach dem 1982 deutlich wurde, dass Premierminister Fraser die Ausrufung von vorgezogenen Neuwahlen beabsichtigte, begann Hawke mit der Mobilisierung von Anhängern zur Ablösung von Hayden als Vorsitzender der Labor Party. Obwohl Hayden am 16. Juli 1982 bei einer parteiinternen Wahl Hawke schlug, gab dieser seine Bemühungen um das Amt des Parteivorsitzenden nicht auf. Als es der Labor Party im Dezember 1982 bei der Nachwahl im Wahlkreis Flinders, einem sicheren Wahlkreis der Liberal Party, kein Sieg gelang, wurden parteiinterne Stimmen laut, die Hayden einen Wahlsieg gegen die Liberal Party bei den kommenden Parlamentswahlen absprachen. Hayden trat dann am 3. Februar 1983 nach einer Parteisitzung in Brisbane zurück, nachdem seine engsten Unterstützer ihm diesen Schritt nahegelegt hatten. Kurz darauf wurde Hawke ohne Gegenkandidaten zu seinem Nachfolger als Parteivorsitzender gewählt. Als Fraser in Unkenntnis der Ablösung Haydens durch Hawke Neuwahlen für den 5. März 1983 ausrief, sagte Hayden auf einer Pressekonferenz:
„Zur Zeit könnte ein Hirtenhund die Labor Party zum Wahlsieg führen“ (“A drover’s dog could lead the Labor Party to victory at the present time”).
Nach dem erdrutschartigen Wahlsieg Hawkes bei den vorgezogenen Parlamentswahlen am 5. März 1983, bei der die Labor Party 75 Mandate, die Koalition Frasers jedoch nur insgesamt 50 Sitze gewann, wurde Hayden vom jetzigen Premierminister Hawke am 11. März 1983 zum Außenminister berufen. Dieses Amt bekleidete er bis zum 17. August 1988. Als Außenminister setzte er sich für engere Beziehungen zwischen Australien und seinen asiatischen Nachbarn ein. In einer beachtenswerten Rede erklärte er bereits 1983:
„Australien ändert sich. Wir sind eine Besonderheit, wie ein europäisches Land in diesem Teil der Welt. Es gibt eine große und wachsende asiatische Bevölkerungsgruppe in Australien und es ist nach meiner Ansicht unvermeidlich, dass Australien ein eurasiatisches Land wird. […] Ich denke, dass dies wünschenswert ist.“ (“Australia is changing. We’re an anomaly as a European country in this part of the world. There’s already a large and growing Asian population in Australia and it is inevitable in my view that Australia will become a Eurasian country. […] I happen to think that’s desirable.”)

### Generalgouverneur von Australien
Nach den Wahlen zum Repräsentantenhaus vom 11. Juli 1987 bot Premierminister Hawke ihm das Amt des Generalgouverneur Australiens an, um ihm einen würdevollen Abgang aus dem politischen Leben, aber auch um einen Trost für das nicht erreichte Amt des Premierministers zu geben.
Als er Mitte 1988 von Premierminister Bob Hawke als Nachfolger von Sir Ninian Stephen offiziell für das Amt des Generalgouverneur Australiens vorgeschlagen wurde, gab er sein Ministeramt und sein Abgeordnetenmandat auf und beendete auch die Verbindungen zur Labor Party.
Nach seiner Ernennung durch Königin Elisabeth II. trat er das Amt des 21. Generalgouverneurs offiziell nach seiner Vereidigung am 16. Februar 1989 an.
Den Übergang der Regierungsgeschäfte von Premierminister Hawke an dessen Nachfolger Paul Keating, der Hawke wie damals dieser Hayden als Vorsitzender Labor Party folgte, fiel in seine Amtszeit.
Das Amt des Kanzlers des Order of Australia bekleidete er aufgrund seiner Tätigkeit als Generalgouverneur, obwohl er zuvor mehrfach erklärte, dass er keinerlei Ehrungen akzeptieren würde. Andererseits lehnte er das ebenfalls vom Generalgouverneur ausgeübte Amt des Oberpfadfinder von Australien ab, da der in der Eidesformel der Pfadfinder enthaltene Bezug zu Gott nicht mit seiner atheistischen Überzeugung vereinbar sei.
Am 16. Februar 1996 folgte ihm der bisherige Richter am High Court of Australia, Sir William Patrick Deane, im Amt des Generalgouverneurs nach.

### Späteres Leben
Nach seinem Ausscheiden aus dem Amt des Generalgouverneurs wurde ihm vom Rat der Australischen Humanistischen Gesellschaften die Auszeichnung Humanist des Jahres 1996 verliehen. Noch im gleichen Jahr gab er seine Memoiren unter dem Titel Hayden, An Autobiography heraus.
Darin wurde es ersichtlich, dass er den Verlust des Parteivorsitzes und das damalige Verhalten innerhalb der Labor Party noch nicht überwunden hatte. Insbesondere hatte er eine Abneigung gegen Premierminister Keating, dem er die Hintergrundarbeit bei seinem Sturz als Laborvorsitzender nachsagte. Dennoch unterstützte Hayden die Umsturzbestrebungen Keatings gegen Hawke.
1998 nahm er einen Beleidigungsfall, in dem Arbeitsminister Tony Abbott, Finanzminister Peter Costello und deren Ehefrauen den bekannten Politikkolumnisten Bob Ellis verklagten, zum Anlass, um Gerüchte über das Privatleben Keatings zu verbreiten. Dafür wurde er arg kritisiert, was aber nichts daran änderte, dass nur einen Monat darauf das faktische Ende der Ehe Keatings mit der niederländischstämmigen vormaligen Alitalia-Stewardess Annita van Iersel nach mehr als 20 Jahren Dauer verkündet wurde.
Ende der 1990er Jahre vertrat Hayden dann zunehmend konservativere und zur britischen Krone loyale Ansichten und wurde Mitglied des Beratungsgremiums des konservativen Magazins Quadrant. Während der 1999 geführten Debatte um das Referendum zur Gründung einer Republik Australien sprach er sich für die Beibehaltung der Monarchie aus, da für ihn nur ein republikanisches Modell mit Direktwahl des Präsidenten in Frage kam.
Auf der 45. Tagung der Labor Party von Queensland wurde er 2007 zum Ehrenmitglied der Australian Labor Party ernannt.
Nach seinem Ausscheiden aus der Politik ließ er sich mit seiner Frau Dallas in Bryden am östlichen Ufer des Lake Wivenhoe in der Somerset Region ca. 50 Kilometer nordwestlich von Brisbane nieder, wo sie auf knapp 250 Hektar einige Stiere halten.
Hayden war ursprünglich Atheist, ließ sich jedoch mit 85 Jahren taufen und wurde in die katholische Kirche aufgenommen. Er starb im Oktober 2023 im Alter von 90 Jahren in Queensland.